# 7 de julio
El 7 de julio es el 188.º (centésimo octogésimo octavo) día del año en el calendario gregoriano y el 189.º en los años bisiestos. Quedan 177 días para finalizar el año.

## Acontecimientos
- 1486: en Córdoba (España), los Reyes Católicos expiden la Pragmática que manda observar y guardar el Cuaderno de las Leyes Nuevas de la Santa Hermandad.
- 1543: las tropas francesas invaden Luxemburgo.
- 1558: en Inglaterra, un tornado arrasa la villa de Nottingham, destruye todas las casas e iglesias del pueblo y arroja los árboles hasta a 60 m de distancia.
- 1575: los ejércitos de Inglaterra y Escocia libran la batalla de Redeswire.
- 1585: en Francia, el Tratado de Nemours prohíbe la tolerancia hacia los protestantes.
- 1647: en Nápoles se inicia la revuelta liderada por Masaniello contra el virrey español Rodrigo Ponce de León que daría lugar al nacimiento de la breve República Napolitana.
- 1680: en Juanacatlán (México) se termina la construcción de la Basílica Lateranense.
- 1770: el Imperio ruso y el Imperio otomano libran la batalla de Larga.
- 1777: en los Estados Unidos ―en el marco de la Guerra de Independencia― se libra la batalla de Hubbardton.
- 1807: en Tilsit, 120 km al estenoreste de Kaliningrado (Rusia) ―en el marco de las guerras napoleónicas―, representantes de Francia, Prusia y Rusia firman la Paz de Tilsit, que acaba en la Cuarta Coalición.
- 1822: en Madrid, el general Francisco Ballesteros derrota a la Guardia Real, que se había sublevado con el fin de restaurar el absolutismo en España.
- 1824: en México, se crea el Congreso del Estado de Tamaulipas en la Villa de Padilla.
- 1846: tropas estadounidenses ocupan las ciudades mexicanas de Monterrey y San Francisco, lo que empieza la conquista estadounidense de California.
- 1854: se lanza el Manifiesto de Manzanares.
- 1859: frente a la villa de Paraná (en ese momento capital de la Confederación Argentina) sucede la sublevación del General Pinto, vapor insignia del unitario Estado de Buenos Aires, en guerra contra el resto del país, provocando el levantamiento del bloqueo de la villa y cambiando el rumbo de la Guerra Civil Argentina.
- 1865: en el marco de la guerra civil estadounidense, son ahorcados cuatro conspiradores del asesinato de Abraham Lincoln.
- 1875: en España ―en el marco de la tercera guerra carlista― se libra la Batalla de Treviño.
- 1892: en Katipunan (Filipinas) se funda la revolucionaria Hermandad Filipina, que contribuyó al final del Imperio español en Asia.
- 1898: en los Estados Unidos, el presidente William McKinley firma la Resolución Newlands, por la cual la nación se «anexiona» Hawái como territorio propio.
- 1907: en España, el rey Alfonso XIII concede el título de ciudad a Miranda de Ebro.
- 1915: en el marco de la Primera Guerra Mundial termina la Primera batalla del Isonzo.
- 1917: en el marco de la Revolución rusa de 1917, el príncipe Gueorgui Lvov forma un gobierno provisional en Rusia después de la abdicación del zar Nicolás II.
- 1930: el ingeniero Henry John Kaiser comienza la construcción de la Presa Boulder (ahora conocida como Presa Hoover).
- 1931: en Kebili (Túnez) se registra la temperatura más alta en la Historia de ese país (y de todo el continente africano): 50,0 °C (131 °F).
- 1937: en China, en el marco de la segunda guerra sino-japonesa, tras la Batalla de Lugou Bridge, las fuerzas japonesas toman Pekín.
- 1940: en México se celebran elecciones presidenciales; jornada violenta llena de denuncias de fraude.
- 1946: en la Ciudad del Vaticano, el papa Pío XII canoniza a la monja Francisca Javiera Cabrini, primera ciudadana estadounidense canonizada.
- 1946: en Madrid se celebra la primera ceremonia de entrega de las Medallas del Círculo de Escritores Cinematográficos.
- 1952: en la Ciudad de México, ocurre la Matanza de la alameda, con un saldo de 200 asesinados por fuerzas estatales.
- 1953: Ernesto Che Guevara empieza un viaje que lo llevará por Bolivia, Perú, Ecuador, Panamá, Costa Rica, Nicaragua, Honduras y El Salvador.
- 1956: en la cordillera Karakórum (Pakistán), Fritz Moravec llega a la cima del monte Gasherbrum II (el 13.º monte más alto del mundo, con 8.035 m s. n. m.).
- 1963: en Argentina se celebran elecciones presidenciales viciadas (ya que se encuentra proscrito el peronismo, que en las últimas elecciones libres había ganado con el 62 % de los votos): Arturo Illia, de la UCRP, obtiene el 25 % de los votos, el exdictador Aramburu obtiene el 7 %, y los votos en blanco superan el 15 %.
- 1969: en Canadá, se equipara la oficialidad del idioma francés con la del idioma inglés.
- 1978: las islas Salomón se independizan del antiguo Imperio británico.
- 1980: en Irán se institucionaliza la sharia (ley religiosa musulmana).
- 1980: durante la guerra civil del Líbano, 83 milicianos Tiger son ejecutados. (Matanza de Safra).
- 1985: en Inglaterra, Boris Becker se convierte en el jugador más joven que gana el Campeonato de Wimbledon a la edad de 17 años.
- 1991: en el marco de la Guerra de los Balcanes, el Acuerdo de Brioni acaba con la independencia de Eslovenia contra el resto de Yugoslavia.
- 2000: en Japón sale a la venta Final Fantasy IX, que en su primer día venderá un total de 1,96 millones de unidades, siendo el tercer juego de la saga Final Fantasy con más unidades vendidas en el día de lanzamiento.
- 2005: múltiple atentado terrorista en Londres, en tres vagones de metro y en un autobús urbano, causando 56 víctimas mortales y 700 heridos.
- 2007: en Lisboa (Portugal) se eligen por votación las Siete Maravillas del Mundo Moderno; en las votaciones participaron más de 100 millones de votantes, por teléfono o por Internet.
- 2008: Chile y Uruguay firman un tratado de Aliación Política-Estratégica para enfrentar juntos sus desarrollos en el mundo actual.
- 2008: en Colombia, un avión de carga Boeing 747 con ruta Bogotá-Miami colisiona en el kilómetro 17 vía Mosquera, dejando 3 personas muertas y 8 heridas.
- 2009: en el Staples Center de Los Ángeles (Estados Unidos) se realiza un concierto homenaje de cuerpo presente al cantante estadounidense Michael Jackson, que congrega a miles de personas en esta ciudad y a más de 2500 millones de telespectadores mediante canales de televisión de todo el mundo, convirtiéndose en la transmisión televisiva más vista de la historia, a nivel mundial.
- 2011: en Liúbertsi, a 20 km de Moscú (Rusia), el astrónomo aficionado ruso Leonid Yelenin (1981-, descubridor en 2010 del cometa Elenín) descubre el cometa P/2011 NO1.
- 2013: el tenista británico Andy Murray se convierte en el primer tenista del Reino Unido en más de medio siglo en ganar el torneo de Wimbledon desde que lo hiciera Fred Perry 77 años antes.
- 2017: Tratado sobre la Prohibición de las Armas Nucleares es aprobado.
- 2021: Es asesinado Jovenel Moïse, presidente de Haití.
- 2021: En Venezuela, Caracas, inician los Enfrentamientos en la Cota 905 entre las fuerzas policiales contra la Megabanda criminal de 'el Koki' (Carlos Luis Revete), 'el Vampi' (Carlos Calderón Martínez) y 'el Galvis' (Garbis Ochoa Ruíz).
- 2025 - Bajo Ebro, Cataluña: se inicia el Incendio forestal de Pauls, que afectó a los municipios de Cherta, Aldover, Pauls y Alfara. Aunque se inició en el término municipal de Pauls, fue la población de Cherta la más afectada, con un perímetro del fuego que afectó a más del 50% de la superficie del municipio, el cual será recordado como el mayor incendio de la zona desde que se tienen registros.

## Nacimientos
- 1053: Shirakawa Tennō, emperador japonés (f. 1129).
- 1119: Sutoku Tennō, emperador japonés (f. 1164).
- 1207: Isabel de Hungría, santa húngara (f. 1231).
- 1482: Andrzej Krzycki, escritor polaco (f. 1537).
- 1528: Ana de Habsburgo-Jagellón, aristócrata austriaca (f. 1590).
- 1540: Juan Segismundo de Zápolya, rey húngaro (f. 1571).
- 1568: Richard Burbage, actor británico (f. 1619).
- 1569: Giovanni Francesco Anerio, compositor italiano (f. 1630).
- 1655: Christoph Dientzenhofer, arquitecto alemán (f. 1722).
- 1698: Pierre Louis Maupertuis, filósofo, matemático y astrónomo francés (f. 1759).
- 1746: Giuseppe Piazzi, astrónomo y sacerdote italiano (f. 1826).
- 1752: Joseph Marie Jacquard, inventor francés (f. 1834).
- 1766: Guillaume Philibert Duhesme, militar francés (f. 1815).
- 1771: Luisa Augusta de Dinamarca, princesa danesa (f. 1843).
- 1784: Willibald S.J.G. von Besser, médico y botánico austríaco (f. 1842).
- 1792: Diego de Argumosa, médico español (f. 1865).
- 1806: Michele Amari, patriota e historiador italiano (f. 1889).
- 1816: Rudolf Wolf, astrónomo suizo (f. 1893).
- 1823: John Kells Ingram, poeta, economista y patriota irlandés (f. 1907).
- 1825: Friedrich Karl Theodor Zarncke, filólogo alemán (f. 1891).
- 1827: Quintino Sella, político, economista y matemático italiano (f. 1884).
- 1832: Fermín Abella y Blave, jurista y escritor español (f. 1888).
- 1833: Félicien Rops, pintor belga (f. 1898).
- 1838: Félix Napoleón Canevaro, almirante y político italiano (f. 1926).
- 1839: Feodora de Hohenlohe-Langenburg, noble alemana (f. 1872).
- 1843: Camillo Golgi, médico italiano, premio Nobel de medicina en 1906 (f. 1926).
- 1848: Francisco de Paula Rodrigues Alves, político brasileño (f. 1919).
- 1856: Georg von der Marwitz, militar alemán (f. 1929).
- 1858: Leite de Vasconcelos, lingüista, filólogo y etnógrafo portugués (f. 1941).
- 1859: Robert Demachy, fotógrafo francés (f. 1936).
- 1860: Gustav Mahler, compositor austríaco (f. 1911).
- 1861: Nettie Stevens, genetista estadounidense (f. 1912).
- 1863: Marguerite Audoux, novelista francesa (f. 1937).
- 1868: Frank Gilbreth, ingeniero estadounidense (f. 1924).
- 1872: José Ribelles Comín, bibliógrafo y periodista español (f. 1951).
- 1873: Sándor Ferenczi, médico húngaro (f. 1933).
- 1873: Edward Alphonso Goldman, naturalista, y taxónomo estadounidense (f. 1946).
- 1874: Władysław Grabski, político polaco (f. 1938).
- 1875: Paul Cauchie, arquitecto, pintor y decorador belga (f. 1952).
- 1876: Ben F. Wilson, actor, director, productor y guionista cinematográfico estadounidense (f. 1930).
- 1880: Theodor Carl Julius Herzog, botánico, briólogo y profesor universitario alemán (f. 1961).
- 1882: Henri Alphonse Barnoin, pintor francés (f.1940).
- 1882: Yanka Kupala, escritor bielorruso (f. 1942).
- 1883: Eitel Federico de Prusia, príncipe prusiano (f. 1942).
- 1884: André Dunoyer de Segonzac, pintor francés (f. 1974).
- 1884: Lion Feuchtwanger, novelista alemán (f. 1958).
- 1886: Carlo Perrier, químico y mineralogista italiano (f. 1948).
- 1887: Marc Chagall, pintor bielorruso (f. 1985).
- 1887: Raymond Hatton, actor estadounidense (f. 1971).
- 1887: Charles de Rochefort, actor y director teatral y cinematográfico francés (f. 1952).
- 1890: Lauro Bordin, ciclista italiano (f. 1963).
- 1890: Tom Powers, actor estadounidense (f. 1955).
- 1891: Tadamichi Kuribayashi, militar japonés (f. 1945).
- 1891: Virginia Rappe, modelo y actriz estadounidense (f. 1921).
- 1892: Carlos Villarías, actor español (f. 1976).
- 1893: Miroslav Krleža, escritor croata (f. 1981).
- 1894: Benjamín Palencia, pintor español (f. 1980).
- 1894: Josephine Sticker, nadadora alemana (f. 1963).
- 1896: Albin Lesky, filólogo y profesor universitario austriaco (f. 1981).
- 1899: George Cukor, cineasta estadounidense (f. 1983).
- 1899: Jean Albert Grégoire, ingeniero automovilístico y empresario francés (f. 1992).
- 1900: Jay Allen, periodista estadounidense (f. 1972).
- 1900: Maria Bard, actriz alemana (f. 1944).
- 1901: Vittorio De Sica, cineasta y actor italiano (f. 1974).
- 1901: Gustav Knuth, actor teatral y cinematográfico alemán (f. 1987).
- 1901: Eiji Tsuburaya, director de cine y especialista en efectos especiales japonés (f. 1970).
- 1902: Jim McCartney, padre de Paul McCartney, exintegrante de The Beatles (f. 1976)
- 1903: Steven Runciman, historiador británico (f. 2000).
- 1906: William Feller, matemático croata (f. 1970).
- 1906: Anton Karas, músico austriaco (f. 1985).
- 1906: Abdylas Maldybaev, compositor, actor y cantante de ópera kirguís (f. 1978).
- 1906: Satchel Paige, beisbolista estadounidense (f. 1982).
- 1907: Robert A. Heinlein, escritor estadounidense (f. 1988).
- 1907: Ita Rina, actriz eslovena (f. 1979).
- 1907: Pável Sudoplátov, agente secreto soviético, miembro de NKVD (f. 1996).
- 1911: Gian Carlo Menotti, compositor ítaloestadounidense (f. 2007).
- 1913: Pinetop Perkins, pianista estadounidense (f. 2011).
- 1914: Juan Liscano, escritor venezolano (f. 2001).
- 1916: Wilebaldo Solano, político y periodista español (f. 2010).
- 1917: Harold Emery Moore, botánico estadounidense (f. 1980).
- 1917: Fidel Sánchez Hernández, político y militar salvadoreño (f. 2003).
- 1919: Jon Pertwee, actor británico (f. 1996).
- 1921: Ezzard Charles, boxeador estadounidense (f. 1975).
- 1923: Roberto Caamaño, compositor y pianista argentino (f. 1993).
- 1923: Eduardo Falú, guitarrista, cantante y compositor argentino (f. 2013).
- 1924: Mary Ford, cantante estadounidense (f. 1977).
- 1927: Simón Alberto Consalvi, historiador, periodista y político venezolano (f. 2013).
- 1927: Rosa María Moreno, actriz mexicana (f. 2006).
- 1928: Patricia Hitchcock, productora de cine y actriz británica (f. 2021).
- 1930: Federico Gallo, periodista español (f. 1997).
- 1930: Hank Mobley, compositor estadounidense (f. 1986).
- 1930: Julián Murguía, escritor, periodista, editor, político e ingeniero agrónomo uruguayo (f. 1995).
- 1931: David Eddings, escritor estadounidense (f. 2009).
- 1931: Mario Barrientos, cantante chileno (f. 2023).
- 1932: Joe Zawinul, compositor de jazz austríaco (f. 2007).
- 1932: T. J. Bass, escritor estadounidense (f. 2011).
- 1933: Herman Braun-Vega, pintor peruano (f. 2019).
- 1933: Fernando Hilbeck, actor español (f. 2009).
- 1933: David McCullough, historiador estadounidense.
- 1933: Manuel López Ochoa, actor mexicano (f. 2011).
- 1936: Jo Siffert, piloto de automovilismo suizo (f. 1971).
- 1937: Tung Chee-hwa, político chino.
- 1938: Juan Carlos Calderón, compositor, productor y arreglista español (f. 2012).
- 1940: Dora Baret, actriz argentina.
- 1940: Ringo Starr, músico británico, de la banda The Beatles.
- 1941: Michael Howard, político británico.
- 1942: Rubén Ardila, fue un psicólogo colombiano (f. 2025).
- 1942: Miguel Jordán, actor argentino.
- 1943: Toto Cutugno, cantante italiano (f. 2023).
- 1943: Antonio Iznata, futbolista español (f. 2019).
- 1945: Moncef Marzouki, político tunecino, presidente de Túnez entre 2011 y 2014.
- 1945: Matti Salminen, bajo finlandés.
- 1945: Manuel Chaves, político español.
- 1946: Marie-Claude Bomsel, veterinaria francesa.
- 1947: Guianendra, rey nepalí.
- 1947: Víctor Manuel, cantautor español.
- 1947: Howard Rheingold, crítico y escritor estadounidense.
- 1948: Larry Reinhardt, guitarrista estadounidense de rock, de las bandas Captain Beyond, Iron Butterfly (f. 2012).
- 1949: Shelley Duvall, actriz estadounidense (f. 2024).
- 1949: Pedro Ruy-Blas, cantante, compositor y actor español.
- 1952: Li Hongzhi, religioso chino.
- 1952: Gregorio Morales Villena, poeta y novelista español (f. 2015)
- 1952: César "Banana" Pueyrredón, cantante y compositor argentino.
- 1954: José Gabriel Ortiz, político y periodista colombiano.
- 1957: Rosa Aguilar, política española.
- 1957: Jonathan Dayton, cineasta estadounidense.
- 1959: Billy Campbell, actor estadounidense.
- 1959: Barbara Krause, nadadora alemana.
- 1959: Alessandro Nannini, piloto de automovilismo italiano.
- 1960: Ralph Sampson, baloncestista estadounidense.
- 1963: Vonda Shepard, cantante estadounidense.
- 1964: Karina Gálvez, poeta ecuatoriana.
- 1964: Tracy Reiner, actriz estadounidense.
- 1965: Mo Collins, actriz estadounidense.
- 1967: Tom Kristensen, piloto de automovilismo danés.
- 1968: Jorja Fox, actriz estadounidense.
- 1969: Joe Sakic, jugador canadiense de hockey sobre hielo.
- 1970: Erik Zabel, ciclista alemán.
- 1972: Lisa Leslie, baloncestista estadounidense.
- 1972: Víctor Corona, actor mexicano.
- 1972: Kirsten Vangsness, actriz estadounidense.
- 1972: Andrzej Kubica, futbolista polaco.
- 1973: Troy Garity, actor estadounidense.
- 1973: Andrés Cepeda, cantante y compositor colombiano.
- 1974: Horacio Ameli, futbolista argentino.
- 1975: Jishigbatyn Erdenet-Od, yudoca mongola.
- 1976: Hamish Linklater, actor estadounidense.
- 1977: Jessica Chobot, redactora y presentadora estadounidense.
- 1977: Benjamin Huggel, futbolista suizo.
- 1978: Chris Andersen, baloncestista estadounidense.
- 1978: Judith Diakhate, actriz española.
- 1978: Leo Morales, futbolista venezolano.
- 1978: Luis Eduardo Parra, político venezolano.
- 1979: Anastasios Gousis, velocista griega.
- 1979: Gaspar Gálvez, futbolista español.
- 1980: Kaisa Jouhki, cantante indonesia, de la banda Battlelore.
- 1980: Michelle Kwan, patinadora artística estadounidense.
- 1980: Dan Whitesides, baterista estadounidense, de la banda The Used.
- 1981: Synyster Gates, guitarrista estadounidense, de la banda Avenged Sevenfold.
- 1981: Michael Silberbauer, futbolista danés.
- 1982: Jan Laštůvka, futbolista checo.
- 1982: George Owu, futbolista ghanés.
- 1983: Jakub Wawrzyniak, futbolista polaco.
- 1983: Robert Eggers, cineasta estadounidense.
- 1983: Martin Wallström, actor sueco.
- 1984: Alberto Aquilani, futbolista italiano.
- 1985: Brandon Rush, baloncestista estadounidense.
- 1985: Kenji Baba, futbolista japonés.
- 1987: V. E. Schwab, escritora estadounidense.
- 1988: Kaci Brown, cantante estadounidense.
- 1988: Rodolfo Zelaya, futbolista salvadoreño.
- 1989: Kim Bum, actor surcoreano.
- 1990: Lee Addy, futbolista ghanés.
- 1990: Antonio Donnarumma, futbolista italiano.
- 1991: Alesso, DJ y productor de origen sueco.
- 1991: Davide Bariti, futbolista italiano.
- 1991: Eve Hewson, actriz irlandesa.
- 1992: Toni Garrn, modelo alemana.
- 1992: Guillermo Pozos, futbolista mexicano.
- 1993: Ally Brooke, cantante estadounidense, de la banda Fifth Harmony.
- 1993: Jackson Withrow, tenista estadounidense.

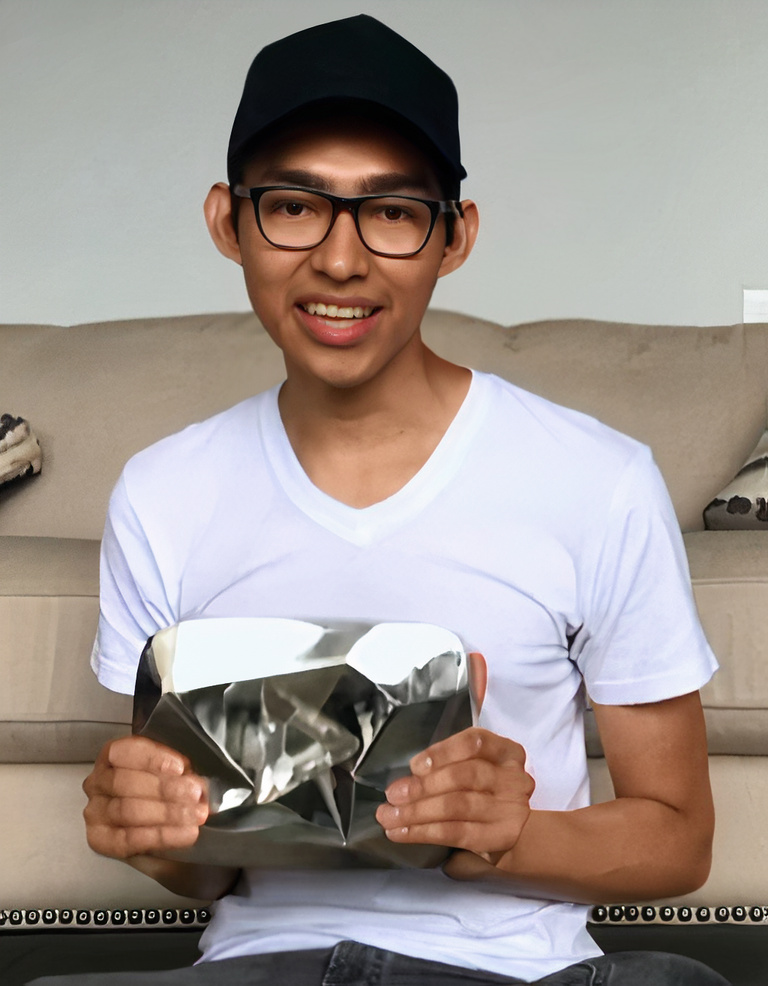
Fernanfloo

- Fernanfloo1993: Fernanfloo, youtuber salvadoreño.
- 1994: Nigina Abduraimova, tenista uzbeka.
- 1994: Ashton Irwin, cantante y baterista australiano de la banda 5 Seconds of Summer.
- 1994: Albert Rusnák, futbolista checo.
- 1994: Ole Selnæs, futbolista noruego.
- 1994: Piotr Havik, ciclista neerlandés.
- 1994: Mattheus Oliveira, futbolista brasileño.
- 1994: Leonardo Pais, futbolista uruguayo.
- 1994: Robert Wilkowiecki, triatleta polaco.
- 1994: Chris Ingram, piloto de rally británico.
- 1994: Romina Malaspina, presentadora, cantante, modelo, actriz, disc-jockey e influenciadora argentina.
- 1995: Stipe Perica, futbolista croata.
- 1995: Gabriela Tafur, modelo, abogada y reina de belleza colombiana.
- 1996: Frank Liivak, futbolista estonio.
- 1996: Lily Adams, actriz pornográfica y modelo erótica estadounidense.
- 1996: Fabrizio Buschiazzo, futbolista uruguayo.
- 1996: Guillermo Millán, balonmanista uruguayo.
- 1996: Youssef Aït Bennasser, futbolista franco-marroquí.
- 1996: Julie Allemand, baloncestista belga.
- 1996: Rustam Ashurmatov, futbolista uzbeko.
- 1997: Kento Haneda, futbolista japonés.
- 1997: Kenzie Reeves, actriz pornográfica y modelo erótica estadounidense.
- 1997: Ander Guevara, futbolista español.
- 1997: Stefania Buttignon, remera italiana.
- 1998: Dylan Sprayberry, actor estadounidense.
- 1998: Lars van den Berg, ciclista neerlandés.
- 1998: Silvan Sidler, futbolista suizo.
- 1999: Moussa Diaby, futbolista francés.
- 1999: Christian Fuentes, futbolista chileno.
- 1999: Zehra Gunes, voleibolista turca.
- 2000: Chloe Csengery, actriz estadounidense.
- 2000: Yunus Akgün, futbolista turco.
- 2000: Josep Gayá, futbolista español.
- 2000: Tobías Zárate, futbolista argentino.
- 2000: Hina Hayata, tenista japonesa.
- 2000: Álvaro Núñez Cobo, futbolista español.
- 2002: Senne Lammens, futbolista belga.

## Fallecimientos
- 1304: Benedicto XI, papa de la Iglesia católica entre 1303 y 1304 (n. 1240).
- 1307: Eduardo I, rey inglés entre 1272 y 1307 (n. 1239).
- 1530: Válaba (52), pensador religioso indio (n. 1478); afirmaba ser una encarnación del dios Krisna y creó una nueva religión hinduista, la doctrina Válaba.
- 1531: Tilman Riemenschneider, escultor alemán (n. 1460).
- 1537: Magdalena de Valois, aristócrata francesa (n. 1520).
- 1545: Pernette du Guillet, poetisa francesa (n. 1520).
- 1568: William Turner, botánico y ornitólogo inglés (n. c. 1508).
- 1572: Segismundo II, rey polaco (n. 1520).
- 1573: Giacomo Barozzi da Vignola, arquitecto italiano (n. 1507).
- 1600: Thomas Lucy, misionero británico (n. 1532).
- 1647: Thomas Hooker, colono británico en los Estados Unidos (n. 1586).
- 1730: Olivier Levasseur, pirata francés (n. 1688 o 1690).
- 1816: Richard Brinsley Sheridan, político irlandés (n. 1751).
- 1872: León de Febres Cordero, militar y político venezolano (n. 1797).
- 1878: Yegor Zolotariov, matemático ruso (n. 1847).
- 1890: Henri Nestlé, industrial alemán y fundador del Grupo Nestlé (n. 1814).
- 1901: Johanna Spyri, escritora suiza (n. 1827).
- 1905: Vincze von Borbás, botánico húngaro (n. 1844).
- 1915: Saturnino Calleja, editor español (n. 1853).
- 1918: George Mary Searle, astrónomo y clérigo estadounidense (n. 1839).
- 1923: Abílio Manuel Guerra Junqueiro, poeta portugués (n. 1850).
- 1925: Clarence Hudson White, fotógrafo estadounidense (n. 1871).
- 1927: Gösta Mittag-Leffler, matemático sueco (n. 1846).
- 1930: Arthur Conan Doyle, novelista escocés (n. 1859).
- 1936: Gueorgui Chicherin, político ruso (n. 1872).
- 1941: Alejandro Giraldo, médico argentino (n. 1880).
- 1949: Bunk Johnson, trompetista estadounidense (n. 1879).
- 1956: Gottfried Benn, poeta alemán (n. 1886).
- 1959: Hermenegildo Anglada Camarasa, pintor español (n. 1871).
- 1960: Hugh Hammond Bennett, conservacionista estadounidense (n. 1881)
- 1968: Jo Schlesser, piloto francés de automovilismo (n. 1928).
- 1970: Manuel Gómez-Moreno, arqueólogo e historiador español (n. 1870).
- 1971: Eduardo Blanco Acevedo, médico y político uruguayo (n. 1884).
- 1971: Ub Iwerks, animador estadounidense (n. 1901).
- 1972: Atenágoras I, religioso turco, patriarca de Constantinopla (n. 1896).
- 1972: Talal ibn Abd Allah, rey jordano (n. 1909).
- 1973: Max Horkheimer, filósofo y sociólogo alemán (n. 1895).
- 1973: Veronica Lake, actriz estadounidense (n. 1922).
- 1977: María Romero Meneses, religiosa salesiana y beata nicaragüense (n. 1902).
- 1982: Pedro Jesús Rodríguez, abogado y político chileno (n. 1907).
- 1983: Alexander Fu Sheng, actor hongkonés (n. 1954).
- 1986: Joseph Fontenrose, académico estadounidense (n. 1903).
- 1990: Cazuza, compositor y cantante brasileño (n. 1958).
- 1990: Bill Cullen, presentador estadounidense (n. 1920).
- 1993: Mia Zapata, cantante estadounidense (n. 1965).
- 2001: Parmenio Medina, periodista y locutor radiofónico colombiano (n. 1939).
- 2002: Bison Dele, baloncestista estadounidense (n. 1969).
- 2006: Syd Barrett, cantante y guitarrista británico, de la banda Pink Floyd (n. 1946).
- 2006: Rudi Carrell, artista neerlandés (n. 1934).
- 2008: Dorian Leigh, modelo estadounidense, una de las primeras modelos fotográficas (n. 1917).
- 2011: José Carlos Martínez, político argentino (n. 1964).
- 2014: Alfredo Di Stéfano, jugador y entrenador de fútbol hispanoargentino (n. 1926).
- 2014: Dickie Jones, actor estadounidense (n. 1927).
- 2014: Eduard Shevardnadze, político georgiano, presidente de Georgia entre 1992 y 2003 (n. 1928).
- 2014: Patxi Gabica, ciclista español (n. 1937).
- 2015: Jaime Morey, fue un cantante y productor musical español, representante de España en el Festival de Eurovisión 1972. (n. 1942).
- 2018: Levkó Lukiánenko, diplomático, activista y político ucraniano (n. 1928).
- 2021: Jovenel Moïse, político haitiano, presidente de Haití entre 2017 y 2021 (n. 1968).
- 2021: Robert Downey Sr., actor y director de cine estadounidense (n. 1936).
- 2021: Dilip Kumar, actor y político indio (n. 1922).
- 2023: Graciela Maglie, socióloga, escritora y guionista argentina (n. 1944).
- 2024: Yola Polastri, animadora infantil y coreógrafa peruana (n. 1950).
- 2025: Miguel Ángel Lòpez, futbolista y entrenador argentino (n. 1942).

## Celebraciones

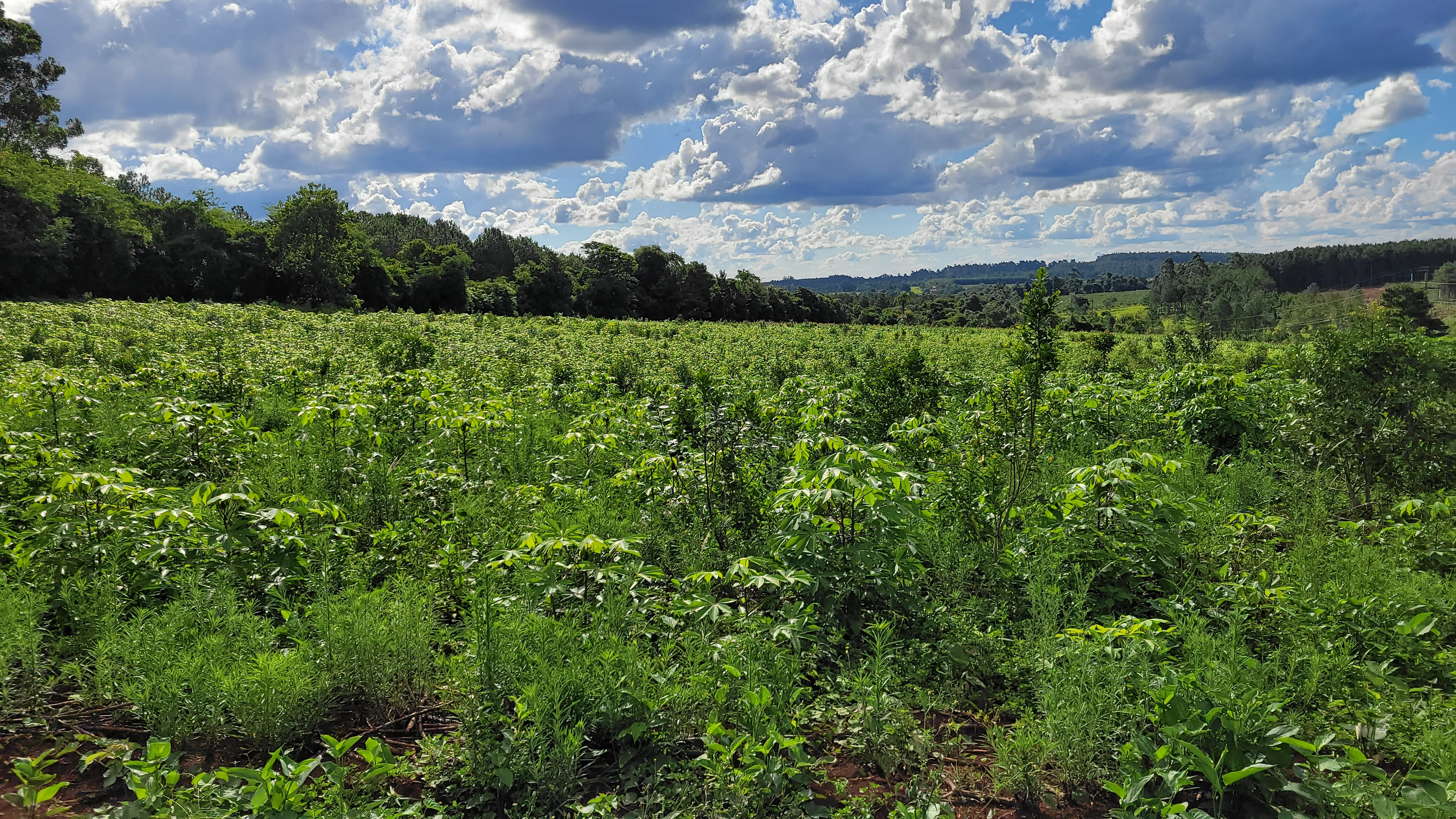
Día Internacional de la Conservación del Suelo. Plantación de mandioca en un campo de Ruiz de Montoya, Misiones, Argentina.

- Día Internacional de la Conservación del Suelo.
En homenaje a Hugh Hammond Bennett.

- Día Internacional del Cóndor Andino.[1]

- Día Mundial del Cacao.

- Día Mundial de la Lengua Kiswahili.
Es una lengua africana hablada sobre todo en Tanzania y en Kenia, y en zonas limítrofes de Uganda, Mozambique, República Democrática del Congo, Ruanda, Burundi, Somalia, Zambia, Malaui y el norte de Madagascar.

 Por países
(Por orden alfabético)
- Argelia:
  - Awake Mouharem (Año Nuevo Islámico).

- Argentina:
  - Día Nacional de la Conservación del Suelo.[2]
  - Día Nacional del Abogado Laboralista.
En memoria de la  desaparición forzada del impulsor de la Ley de Contratos de Trabajo, Norberto Centeno, en marco de “La Noche de las Corbatas”. [3]
    -  Santa Fe: 
      - Fiestas patronales en  López.

    -  Santiago del Estero: 
      - Día del Agente de Policía.[4]

- Ecuador: 
  - Día Nacional del Cóndor Andino.

- Islas Salomón: 
  - Día de la Independencia.

- Japón: 
  - Tanabata Matsuri.

- Tanzania: 
  - Día de Saba Saba.

Compartidas
- Bielorrusia,  Polonia,  Rusia y  Ucrania:
  - La segunda y última Noche de Iván Kupala.

### Santoral católico
- San Edda de Winchester.
- Santa Edilburga de Ebreuil.
- San Fermín de Amiens.
- San Marcos Ji Tianxiang.
- Santa María Guo Lizhi y compañeros.
- San Mel Ruain.
- San Odón de Urgel.
- San Panteno de Alejandría.
- San Willibaldo de Dryopolis.
- Beato Benedicto XI (papa).
- Beata Ifigenia de San Mateo.
- Beato Juan José Juge de Saint-Martin.
- Beata María Romero Meneses.
- Beato Oddino Barotti.
- Beato Pedro To Rot.

 Por países
(Por orden alfabético)
- España:
  - Pamplona: Sanfermines, fiestas en honor del patrono de Navarra y de la diócesis de Pamplona, San Fermín de Amiens.

- Nicaragua
  - Inicio de la Semana del Catequista Nicaragüense (Provincia eclesiástica de Nicaragua) que finaliza el 13 de julio.[5]